# Rolf Clementson
Rolf Clementson, född 27 augusti 1935 i Malmö, är en svensk pensionerad officer i Flygvapnet.

## Biografi
Clementson blev fänrik i Flygvapnet 1959. Han befordrades till löjtnant 1961 vid Blekinge flygflottilj (F 17), till kapten 1967, till major 1972, till överstelöjtnant 1973, till överste 1981 och till överste av 1:a graden 1987.
Clementson var chef för Planeringssektionen vid Flygstaben 1981–1984 och flottiljchef för Blekinge flygflottilj (F 17) åren 1984–1987. Åren 1987–1992 var han sektorflottiljchef för Skånska flygflottiljen (F 10/Se Syd). Clementson avgick som överste av 1:a graden 1992. Han var efter sin avgång verksam som verkställande direktör för Saab i Österrike mellan åren 1997 och 2000.
Clementson gifte sig 1980 med Christina Färneland.